# پادشاه اشرافی
پادشاه اشرافی (انگلیسی: Royal King) (به هندی: Pattathu Arasan) فیلم درام اکشن ورزشی هندی تامیل-زبان، محصول سال ۲۰۲۲ است که توسط ای. سارکونام (A. Sarkunam) نوشته و کارگردانی شده‌است. نقش‌های محوری فیلم را آتاروا، راجکیران، آشیکا رانگانات و رادیکا ساراتکومار بازی کرده‌اند. فیلم در روز ۲۵ نوامبر ۲۰۲۲ اکران شد.